# Caylusea hexagyna
Caylusea hexagyna là một loài thực vật có hoa trong họ Resedaceae. Loài này được (Forssk.) M.L.Green mô tả khoa học đầu tiên năm 1926.